# 林慕德
林慕德（英語：Mahmood Rumjahn，1957年2月28日—），埃及、巴基斯坦裔香港人，香港男作曲人、音樂人及教育學者，曾創作超過一千首音樂作品，當中包括多首曾獲獎之流行廣東歌曲。曾與林慕德合作之著名歌手包括張國榮、梅艷芳、陳百強、譚詠麟、羅文、黎明、鄭秀文、李克勤、張學友、徐小鳳、劉德華、鍾鎮濤、郭富城等。

## 生平
林慕德父母分別是埃及和巴基斯坦血統，他小時候居住於何文田，四歲跟祖母學鋼琴，愛好古典音樂，就讀拔萃男書院中一時開始作曲。14歲時，林慕德創作的英文歌《Tell me why》（陳懿德主唱）偶然被電台聽眾點播。曾與同學組成Skyline Dust組合，更參加十九區歌唱比賽。畢業於加拿大約克大學音樂系。1981年回港，主力創作廣告歌。流行歌曲方面，代表作有羅文的《激光中》、陳秀雯的《甜蜜如軟糖》、李克勤的《深深深》、《大會堂演奏廳》、黎明的《那有一天不想你》、鄭秀文的《捨不得你》、陳百強的《不再問究竟》、《公益心》、陳百強和林姍姍的《再見Puppy Love》、李龍基的《稻草人》、梅艷芳和李中浩的《邁向新一天》、陳慧嫻的《去吧》等。:122-124
回港後他加入百代唱片公司（EMI），既作曲編曲，又兼任公關，市場工作。他說曾去邵氏找方逸華，去嘉禾找鄒文懷商談電影配樂，然後去廣告公司推銷。後來林慕德開設寶馬音樂製作有限公司，做廣告歌，而且相當成功。他製作公司囊括了東南亞的廣告歌曲，包括《時間廊》(夏韶聲主唱，1988)、《Mild Seven》(林慕德主唱，1989)等。:122
林慕德曾為蘇永康初出道時度身訂造了幾十首旋律優美的流行歌曲，如《失眠》、《Sol#4》等。在當時原創力量還是很疲弱的香港樂壇，蘇永康的專輯體現了自我主張和原創動力，這不能不歸功於林慕德的創作。多年以後，蘇永康終於站在香港樂壇的第一線，唱片公司也趁熱打鐵推出林慕德創作的蘇永康舊歌精選集，但最後2人因財反目。:122-123
在華納唱片公司擔任音樂總監時，是林慕德音樂事業的高峰，那時他的廣告歌製作公司仍然生意興隆，兩者相加收入可觀。可惜事業的成功並未能挽救他的婚姻，他說在娛樂圈工作的引誘多，與妻子的溝通愈來愈少，結果離異收場，2名女兒跟隨母親生活。林慕德因此消沉了一段日子。為了逃避香港不如意生活，他毅然放棄所有，選擇回內地從事唱片製作，他在一篇訪問中表示，因「不能和內地的創作班底合作，始終欠缺那默契」，結果一敗塗地。其後林慕德因與朋友合資搞科網，但科網股泡沫爆破，引致投資失利，清盤收場，林氏身家幾乎報銷。:122-124
2007年林慕德拖欠二十一名债權人合共四百多萬元，遭人入禀法庭申请破產。近年已淡出樂壇，投身於教育工作，是音樂語言拼音創辦人。由2009年4月起，林慕德為TVB兒童節目《放學ICU》內主持 《英語一定「德」》環節。林慕德獲邀為2007至2009年扶輪社基礎教育主席、屯門區優質教育城榮譽顧問，並為「英語節2006」擔任榮譽顧問，亦曾擔任扶輪社社長。
自加入扶輪社起，林慕德致力以香港為起步點，擔當改善世界之讀寫能力的任務。他運用其音樂知識，設計了一套有助提昇香港學童語言能力的課程，尤其是英語能力。
林慕德曾為超過100間中、小學及幼稚園提供英文拼音課程及講座，亦與各大機構合辦活動，參與的活動有 <扶輪活力健康迎奧運>、<教育局商校合作計劃-教師講座>、<清華大學教師培訓>、<2007年屯門優質教育城>、<2007年東華三院全港幼兒歌唱比賽> 等，推動全港英語運動。林運用這方面的經驗，創辦了《Musical Phonics》及《Family Phonics》的嶄新教學模式，透過音樂元素學習良好及清晰的說話能力，而最基本之首要條件乃是學習拼音，掌握正確的清晰發音技巧，增強辨別音節的能力，從而幫助學習串字、默書，閱讀及聆聽英語。為配合使用嶄新的教學模式，他製作了一系列的拼音兒歌CD及教材，進一步鞏固香港學童的英語能力。
2014年2月，與彭家麗在慈善騷合唱《從不喜歡孤單一個》時走音而成為話題人物的紅日娛樂公司主席朱壽仁（朱主席）與林慕德合作，推出賀年MV《和氣增才》，講香港繁榮發展。

## 政治立場
林慕德聲言自己「中立、唔知乜嘢係政治」。他早期曾為夏韶聲撰寫民主歌曲《媽媽我沒有做錯》。在2012年，林慕德為民建聯會歌《真誠為香港》重新編曲。2014年，高調參與撐國教、反同性戀、聲討小學教師林慧思的李偲嫣成立的反佔中團體「正義聯盟」，以「救急扶危」為名，落區招募1.5萬至2萬名糾察隊義工，支援反佔中行動。林慕德擔任「正義聯盟」顧問一職和為該活動則編寫以反佔中為題的活動主題曲《和氣生財》，並邀得歌手葉振棠獻唱。
林慕德在傳媒訪問中表示“特首梁振英即使「搞唔掂」市民也要原諒他，更指傳媒有責任「令個社會知碇」。其後受到社會大眾猛烈抨擊。香港D100電台由2014年1月29日起禁播由林慕德創作及葉振棠主唱的歌曲。
2014年10月6日，林慕德為反佔中組織 撐警大聯盟 創作及主唱主題曲 《香港生命》  （页面存档备份，存于）在Youtube上，該「MV」自10月3日上載後，至今獲逾5.1萬的點擊，而負評比率就高達九成八。2016年創作梁美芬主唱《反拉布之歌》。

## 私人生活
林慕德於1980年代與圈外人結婚，二人育有二女，後離異。:122 2015年，林慕德公開與香港電台唱片騎師鄧慧詩之間的戀情。

## 作品

### 1970年代

#### 1974年
- Esther Chan - Tell me why（曲）

### 1980年代

#### 1982年
- 李龍基 - 稻草人（曲、編）
- 葉振棠 - 夢之洞（曲、編）
- 葉振棠 - 血肉來擋武士刀（曲、編）
- 葉麗儀 - 千金一刻（曲、編）
- 盧業瑂 - 朋友（曲、編）

#### 1983年
- 李龍基 - 美麗傻日記（曲、編）
- 陳秀雯 - 甜蜜如軟糖（曲、編）
- 羅　文 - 中（曲、編）
- 羅　文 - 面譜（曲、編）
- 羅　文 - 紅紫色紙扇（曲、編）
- 曾路得 -  愛是難了（曲、與Joey Villanueva合編）
- 曾路得 - 笑吧（曲、編）
- 曾路得 - 留下美麗印（曲）
- 曾路得 - 光陰去匆匆（編）
- 曾路得 - 雨中行（曲）
- 曾路得 - 祂（曲）
- 曾路得 - 尋人廣告（曲、與戴樂民合編）
- 曾路得 - 做個真我（曲、編）
- 曾路得 - 留住每首歌（曲、編）
- 鄭少秋 - 不要講（曲、編）
- 張德蘭 - 無盡的愛（曲、編）
- 張德蘭 - 勁歌舞曲（曲、編）
- 張德蘭 - 脫彊小馬（曲、編）
- 陳百強 - 公益心（曲、編）
- 陳百強 - 醋意（編）

#### 1984年
- 林志美 - 風與我（曲、編）
- 杜麗莎 - 開心鬼（曲）
- 雷安娜、彭健新 - 停不了的愛（曲）
- 譚詠麟、張淑玲 - 愛火（曲、編）
- 譚詠麟 - 火一般眼波（曲、編）
- 鍾鎮濤 - 我行我素（曲、編）
- 鄭少秋 - 一雙眼睛（曲、編）
- 王綺嘉 - 愛易醉人（曲、編）
- 葉德嫻 - 繼續你的夢（曲、編）
- 陳百強 - 粉紅色的一生（編）
- 陳百強 - 創世紀（曲、編）
- 陳百強 - 瘋狂慶祝會（曲、編）
- 陳百強 - 粉紅色的一生 （編）

#### 1985年
- 露雲娜 - 不安全地帶（曲、編）
- 林姍姍、陳百強 - 再見Puppy Love（曲、編）
- 林姍姍 - 把歌談心（曲）
- 林憶蓮 - 苦難中的少年（曲）
- 陳百強 - 不再問究竟（曲、編）
- 陳百強 - 永不改變（曲、編）
- 梅艷芳 - 別離的無奈（曲、編）
- 梅艷芳 - 別離的無奈（國）（曲、編）
- 梅艷芳、李中浩 - 邁向新一天（曲、編）
- 梅艷芳、李中浩 - 邁向新一天（國）（曲、編）
- 張國榮 - 七色的愛（曲、編）
- 陳美玲 - 神秘午夜（曲、編）
- 李中浩 - 戰士狂情（曲、編）
- 李中浩 - 湧出心裡愛（曲、編）
- 李中浩 - 魔力的背影（曲、編）
- 李中浩 - 痴痴的心（曲、編）
- 李中浩 - 午夜奇女子（曲、編）
- 李中浩 - 媽媽心（編）
- 李中浩 - 手套（曲、編）
- 鍾鎮濤 - 夜貓（曲、編）
- 鍾鎮濤 - 讓我疾跑（曲、編）
- 蓋達強 - 回頭 (編)
- 楊楚營、李中浩 - 十萬個明天（曲、編、監）
- 楊楚營、李中浩 - 愛情考驗 （曲、編）  -- 未出碟(下同)
- 楊楚營 - 獨個成長 (曲、編)
- 楊楚營 - 如陽光 (曲、編) （“陽光檸檬茶”1987廣告歌）
- 楊楚營 - 去吧 (曲、編)
- 曾路得 - 聖誕快樂 (曲)
- 王雅文 - 戀愛考試 (曲、編)
- 王雅文 - 夜之節拍 (曲、編)
- 王雅文 - 愛的賭注 (編)

#### 1986年
- 陳百強、林姍姍 - 曾在你懷抱（曲、編）
- 陳百強 - 你令我心醉（曲、編）

张南雁 - 今夕共浪漫(曲、编)

#### 1987年
- 陳秀雯 - 甜蜜如軟糖（87 Sweet Mix）（曲、編）
- 陳慧嫻 - 去吧！（曲、編）
- 陳慧嫻 - 懶洋洋的下午（編）
- 陳慧嫻 - 鐵心人（林慕德、黃尚偉曲、林慕德編）
- 陳慧嫻 - 最真的愛（曲、編）
- 蘇　芮 - 沒有就沒有（曲）

#### 1988年
- 李克勤 - 大會堂演奏廳（曲、編）
- 徐小鳳 - 錯愛也是愛（紫釵記）（曲）
- 鄺美雲 - 星期六約會（編）
- 鄺美雲 - 一生不忘記（編）

#### 1989年
- 李克勤 - 舊日的小提琴（曲、編）
- 李克勤 - 深深深（曲、編）
- 韋綺姍 - Dance Into The Night（曲、詞、編）
- 韋綺姍 - When I Look In Your Eyes（曲、編）
- 蘇永康 - 失眠（曲）
- 蘇永康 - 原諒我嗎？（曲）
- 蘇永康 - 擁抱吧（曲）
- 蘇永康 - Sol #4（曲）
- 蘇永康 - 解釋我深情（曲）
- 蘇永康 - 再問（曲）
- 蘇永康 - 夜（曲）
- 蘇永康 - 風聲、水滴（曲）

### 1990年代

#### 1990年
- 蘇永康 - 不要離開我（曲）
- 蘇永康 - 像是... 又似不是（曲）
- 蘇永康 - 3000c.c. 的約會（曲）
- 蘇永康 - 霓虹夜雨（曲）
- 蘇永康 - 心裡仍想你（曲）
- 蘇永康 - Never Gonna Say Goodbye（曲）
- 蘇永康 - 獨個成長（曲）
- 蘇永康 - 情失去（曲）
- 蘇永康 - 座上客（曲）

#### 1992年
- 李克勤 - 浪花季節（曲、編）
- 李克勤 - 日落西山（曲、編）
- 李克勤 - 龍影俠（曲、編）
- 李克勤 - 無聲慰問（曲、編）
- 周慧敏 - 情本在意（曲、編）
- 張衛健 - 真真假假（編、監）
- 張衛健 - 弊傢伙（編、監）
- 張衛健 - Thunder（編、監）
- 張衛健 - 一夜忘了吧（編、監）
- 張衛健 - 一世陪伴你（編、監）
- 張衛健 - I Love You（曲、編、監）
- 張衛健 - 在你心上（曲、編、監）
- 張衛健 - 痛別離（曲、編、監）
- 張衛健 - 哎吔哎吔親親你（編、監）
- 劉德華 - 火燙（曲、編）

#### 1993年
- 李克勤 - 一生不愛別人（曲、編）
- 周慧敏 - 為何偷偷摸摸（曲、編）
- 周慧敏 - 收回愛情逃進回憶（曲、編）
- 張衛健 - 戀愛遊戲（編、監）
- 張衛健 - 大頭佛（曲、編、監）
- 張衛健 - 甜蜜如軟糖（曲、編、監）
- 張衛健 - 自白書（曲、編、監）
- 張衛健 - 做滿100分（曲、編、監）
- 張衛健 - My Girl（編、監）
- 張衛健 - Happy Birthday（曲、編、監）
- 張衛健 - 絕望（曲、編、監）
- 張衛健 - 煙雨情濃（曲、編、監）
- 郭富城 - Merry Christmas（編、監）
- 劉德華 - 你是我驚喜（曲、編）
- 劉德華 - 萍水相逢（曲、編）
- 劉錫明 - Moshi Moshi Moshi（曲、編、監）
- 劉錫明 - 如夢非夢（曲、編、監）
- 劉錫明 - 請你不要誤會我（曲、編、監）
- 劉錫明 - 砂丘之女（曲、編、監）
- 劉錫明 - 無論再十年（曲、編、監）
- 劉錫明 - 請你覆我機（曲）
- 鄭嘉穎 - 重生的眼睛（曲、編）
- 黎明詩 - 日夕想你（曲、編、監）

#### 1994年
- 王馨平 - 戀歌再唱（編）
- 張學友 - 幻想（曲、編）
- 陳松伶 - 自言自語（曲、編）
- 劉小慧 - 口不對心（曲、編、監）
- 鄭嘉穎 - 愛你多一點（曲、編）
- 黎　明 - 那有一天不想你（曲、編）
- 譚詠麟 - 一首歌一個故事（曲、編）

#### 1995年
- 王馨平 - 問你問我（曲）
- 江希文 - 離別不需找借口（曲、編、監）
- 吳國敬 - 我願等（曲、編）
- 湯寶如 - 一樣的月光（曲）
- 劉小慧 - 情深似海（曲）
- 群　星 - 牽手連心（曲）
- 鄭嘉穎 - 誰(比你)更重要（曲、編）
- 鄭秀文 - 秋冬愛的故事（曲、監）
- 鄭秀文 - 捨不得你（曲、監）
- 鄭秀文 - Tequila一杯（編、監）
- 鄭秀文 - 細雪（監）
- 鄭秀文 - 滴著眼淚（監）
- 鄭秀文 - 世界還未末日（監）
- 鄭秀文 - 捨不得你（國）（曲）
- 鄭秀文 - 終於開始（曲）
- 鄭秀文 - 到此為止（曲）
- 鄭秀文 - 迷城 (Black Cat City)（曲）
- 羅敏莊 - 回憶是什麼顏色（曲）
- 黎　明 - 一生最愛就是你（曲、編）
- 黎　明 - 明日世界更漂亮（曲）
- 黎　明 - 請你留在我身邊（曲、編）
- 譚詠麟 - 是你是你（曲）

#### 1996年
- 呂　方 - 愛得真 愛得深（曲）
- 呂　方 - 錫老婆會發達（曲）
- 呂　方 - 愛得真 愛得深 (國)（曲）
- 呂　方 - 太認真 (國)（曲）
- 鄭秀文 - 小心女人（林慕德、陳澤忠曲）
- 鄭秀文 - 空間（曲）
- 鄭秀文 - 再見 Summer Love（曲）
- 鄭秀文 - 意見不合（曲）
- 鄭秀文 - 小心女人（Cinderella）（林慕德、陳澤忠曲）
- 鄭秀文 - 濃情（曲、監）
- 鄭秀文 - 不想性感（曲、編、監）

#### 1997年
- 呂方、關詠荷 - 皇帝女唔憂嫁（曲）
- 李克勤 - 咒語（曲、編、監）
- 紀炎炎 - 零下四十度（曲、監）
- 紀炎炎 - 分開只會令我更想你（曲、監）
- 紀炎炎 - 你的世界離我太遠（曲、監）
- 紀炎炎 - 好想你（曲、編、監）
- 張智霖 - 我也喜歡你（曲、編、監）
- 張智霖 - 唯獨你是最真（曲、監）
- 張智霖 - 黑色誘惑（編）
- 劉愷威 - Why Why Why（曲、編、監）
- 劉德華 - 桃花源（曲）

#### 1998年
- 梁漢文 - 請你（曲、編、監）
- 梁漢文、楊千嬅、陳奕迅 - 大激想（曲、編、監）
- 陳奕迅 - 美滿人生（曲、編、監）
- 彭　羚 - 只當是個夢（曲）
- 楊千嬅 - 只要為我好（曲、編、監）

### 2000年代

#### 2002年
- 張智霖 - 有關過關（曲）
- 張智霖 - 又一天（曲）

#### 2005年
- 蘇永康 - 我願等（曲）

### 2010年代

#### 2010年
- 震東 - 活力綻放油尖旺（曲、編）

#### 2015年
- 李國祥 (featuring 潘敬祖、震東) - 好愛他（靠自己）（曲、監）
- 黃宇希 - 愛你愛到沒自己（曲、詞、編、監）
- 黃宇希 - 愛你愛到沒自己 [REMIX]（曲、詞、編、監）

#### 2016年
- 李國祥 - 給孩子的話（曲、編、監）
- 林慕德 - 平衡之道（粵語）（曲、詞）（鄧慧詩合作作詞）
- 林慕德 - 平衡之道（國語）（曲、詞）（鄧慧詩合作作詞）
- 林慕德 - Balance Song（粵語）（曲、詞）
- 梁美芬 - 反拉布之歌（曲）
- 黃宇希 (featuring 林慕德) - 孝之道（粵語）（曲、詞）（余震東合作作詞）
- 黃宇希 (featuring 林慕德) - 孝之道（國語）（曲、詞）（余震東合作作詞）
- 黃宇希 (featuring 林慕德) - Peace Formula（曲、詞）（黃宇希合作作詞）
- 黃若喬 - Second Chance（曲、監）

### 2020年代

#### 2021年
- 李妍 - 玫瑰有刺（監）

#### 2022年
- 李國祥 - 雨後彩虹（曲）

## 電影配樂
- 波牛 (1983)
- 神勇雙響炮 (1984)
- 停不了的愛 (1984)
- 奸人鬼 (1984)
- 省港旗兵 (1984)
- 開心鬼 (1984)
- 全家福 (1984)
- 艷鬼發狂 (1984)
- 聖誕快樂 (1984)
- 恭喜發財 (1985)
- 歌舞昇平 (1985)
- 開心鬼放暑假 (1985)
- 開心樂園 (1985)
- 神探馬如龍 (1991)
- 逃學威龍2 (1992)
- 麻煩三角錯 (2002)

## 外部連結
- 林慕德在香港影庫上的簡介
- 蘇永康與林慕德對簿公堂
- 夏韶聲憶述1991年 簽約林慕德，推出一張唱片《酸雨》，公司便關門大吉，及後被拖數 （页面存档备份，存于）
- 林慕德電影配樂資料 （页面存档备份，存于）
- 廣告歌Hit足30年　林慕德登「六」開騷 （页面存档备份，存于）
- 一切以音樂行先 （页面存档备份，存于）